# Jean Dard
Jean Dard fue un jesuita, filósofo, traductor y escritor nacido en Vendome, Francia en 1585 y murió en 17 de abril de 1641.

## Biografía
Dard estudió filosofía, pero la muerte de uno de sus condiscípulos le hizo entrar en la Compañía de Jesús en 1618, donde realizó diversos empleos.
Como escritor dejó varias obras, como una historia del reinado del Japón; historia de Etiopía, Malubar, y otros lugares de África donde se encuentran detalles sobre las misiones y de la geografía; un libro de meditaciones del Padre Dupont, quien también escribió sobre estas meditaciones el jesuita Jean Brignon (1626-1712), autor de obras de piedad y traducciones, aficionado a la teología mística y libros de espiritualidad: "Les meditations sur les mysteres de la foi", París, 1702, 2 vols., in-4º y también "La Guide spirituelle", París, 1689, 2 vols., in 8º, también de Dupont. (otras obraa de Brignon, las siguientes: "Pensamientos que consuelan"; una traducción de "Imitación de Jesucristo"; traducción del italiano al francés de "Combate espiritual", Paría, 1628, in-4º, obra atribuida según T. Raynaud a un jesuita Gagliardo y el benedictino Gerberon lo atribuye a otro benedictino Catagniza; traducción del latín "Opuscules du cardinal Bellarmin", París, 1701, 5 vols. in-12º, y a otros autores del mismo género).

## Obras
- Histoire du royaume du Japon en 1621 et 1622, París, 1627, in-12º.
- Histoire d'Ethiope, de Malabar,..., Paría, 1628.
- Abrégé des méditations du P. Dupont, Paría, in-12º.